# James Matisoff
James Alan Matisoff (nome chinês: 马蒂索夫 Mǎdìsuǒfū ou 马提索夫 Mǎtísuǒfū; nascido em 14 de julho de 1937) é professor emérito de linguística na Universidade da Califórnia, Berkeley, e destacou a autoridade nas línguas tibeto-birmanesas e outras línguas Sudeste da Ásia.

## Biografia
Matisoff nasceu em 14 de julho de 1937, em Boston, Massachusetts, em uma família da classe trabalhadora. Ele estudou em Harvard de 1954 a 1959, onde conheceu sua esposa, Susan Matisoff, mais tarde estudiosa de literatura japonesa, quando os dois dividiram uma aula de japonês. Ele recebeu dois diplomas de Harvard: um bacharelado em línguas e literatura românticas (1958) e um bacharel em literatura francesa (1959). Ele então estudou japonês na International Christian University de 1960 a 1961.

## Bolsa de estudos
Ele fez seu doutorado em Linguística na Universidade da Califórnia, Berkeley, onde Mary Haas, co-fundadora do departamento, era então presidente. Haas foi aluno de Edward Sapir na Universidade de Chicago e Yale e, através de sua extensa pesquisa em linguística descritiva e documental, tornou-se especialista em línguas nativas americanas e uma autoridade em tailandês. Haas foi fundamental na decisão de Matisoff de pesquisar uma língua do sudeste da Ásia continental para sua dissertação.
A tese de doutorado de Matisoff era uma gramática da língua Lahu, uma língua tibeto-birmanesa pertencente ao ramo loloísta da família. Ele passou um ano no norte da Tailândia fazendo trabalho de campo em Lahu durante seus estudos de pós-graduação com o apoio de uma bolsa Fulbright-Hays. Concluiu o doutorado em Lingüística em 1967 e, posteriormente, fez vários estudos de campo por meio de uma bolsa do Conselho Americano de Sociedades Aprendidas. Seu livro, Grammar of Lahu, é notável tanto por sua profundidade de detalhes quanto pelo ecletismo teórico que informou sua descrição da língua. Mais tarde, publicou um extenso dicionário Lahu (1988) e um léxico correspondente em Inglês-Lahu (2006).
Após quatro anos ensinando na Universidade de Columbia (1966–1969), Matisoff aceitou um cargo de professor em Berkeley. Em Berkeley, sua pesquisa abrangeu uma ampla variedade de tópicos, desde linguística histórica e comparativa a fenômenos tonais, semântica variacional, contato com o idioma, morfossintaxe iídiche e tibeto-birmanesa. Antes de se aposentar, ele deu aulas de linguística do sudeste da Ásia, linguística tibeto-birmanesa, semântica histórica, morfologia e métodos de campo. Em Métodos de Campo, os alunos de pós-graduação aprendem os métodos de descrição da linguagem, obtendo dados de um falante nativo. As línguas estudadas nas aulas de métodos de campo de Matisoff em diferentes anos incluem: Lai Chin, Sherpa e Uighur, entre muitos outros.
Matisoff cunhou um número de termos usados em linguística, incluindo tonogênese, rinoglotofilia, Sinosfera e Indosfera, Cheshirisation, que se refere aos vestígios de um som desaparecido em uma palavra, e sesquisyllabic para descrever o padrão de estresse iâmbico de palavras em línguas faladas no sudeste da Ásia, como os idiomas austro-asiáticos.[carece de fontes?] Ele editou a revista Linguistics of the Tibeto-Burman Area por muitos anos (posteriormente editada por seu aluno Randy LaPolla, depois pelo aluno de LaPolla, Alec Coupe). Matisoff participou do estabelecimento da Conferência Internacional sobre Línguas e Linguagem Sino-Tibetanas, uma conferência anual desde 1968.
Em 1987, Matisoff iniciou o projeto Dicionário Etimológico Sino-Tibetano e Tesauro (STEDT), um projeto de lingüística histórica que visa produzir um dicionário etimológico de Sino-Tibetano organizado por campo semântico. O projeto mantém um grande banco de dados lexicais publicamente acessível de quase um milhão de registros com dados em idiomas sino-tibetanos de mais de 500 fontes. Esse banco de dados é usado para identificar e marcar cognatos com o objetivo de melhor compreender o desenvolvimento histórico da família de línguas sino-tibetanas e os subgrupos das línguas contidas nela, e para reconstruir a protolinguagem teórica da família de línguas, Proto-Sino-Tibetano.
Matisoff é o autor de duas monografias até agora apresentando resultados do projeto STEDT: The Tibeto-Burman Reproductive System:  Toward an Etymological Thesaurus (2008) e The Handbook of Proto-Tibeto-Burman (2003, 800 p.)

Embora Matisoff tenha se aposentado de Berkeley em 2002, ele continua publicando extensivamente e era o pesquisador principal do projeto STEDT até o final de 2015. Em 2015, as versões finais de impressão e software do STEDT foram divulgadas ao público, concluindo o Sino-Tibetan Etymological Dictionary and Thesaurus (STEDT), depois de décadas.